# ACT Nueva Zelanda
ACT Nueva Zelanda (en inglés: ACT New Zealand) es un partido político de Nueva Zelanda. Su nombre proviene del inglés Association of Consumers and Taxpayers («Asociación de Consumidores y Contribuyentes»), fundada en el año 1993 por Roger Douglas y Derek Quigley, a partir de la cual se desarrolló el partido. Normalmente se pronuncia como un acrónimo.

## Ideología
El partido ACT basa su filosofía en la libertad individual y la responsabilidad personal. ACT manifiesta que sus principios son:
- Que los individuos son los legítimos dueños de sus vidas y por tanto tienen libertades y responsabilidades inherentes.
- Que el propósito del Estado es proteger esas libertades y no asumir sus responsabilidades.

### Políticas
El antiguo líder Don Brash prometió que el partido se centraría en controlar la deuda pública, la igualdad entre todos los neozelandeses y replantear el programa de emisiones del país. Bajo el anterior liderazgo de Rodney Hide, ACT Nueva Zelanda se había centrado principalmente en la fiscalidad y la delincuencia.
En las elecciones generales de 2011, ACT abogó por reducir los impuestos y acercarse hacia un flat tax de aproximadamente el 15 %, con una exención de los primeros 25 000 NZD para aquellos que no optasen por el seguro médico, de accidente y enfermedad del Estado. Asimismo, propone reducir o eliminar algunos programas estatales que considera innecesarios y despilfarradores e incrementar la independencia, animando a los individuos a responsabilizarse y pagar los servicios pagados tradicionalmente por el Estado.
Otras políticas por las que ACT ha hecho campaña incluyen:
- Reinstalar las prisiones privadas, permitiendo a las empresas privadas reducir la carga de trabajo de la policía y permitirles centrarse en el patrullaje de «tolerancia cero», acelerando los procesos judiciales.[16]
- Reformas del estado de bienestar similares a las llevadas a cabo por Estados Unidos a mediados de la década de 1990, especialmente las de Wisconsin.
- Mayor gasto en defensa, así como alianzas estratégicas más cercanas con los Estados Unidos, Australia y el Reino Unido.
- Reintroducir los intereses en los préstamos para estudiantes.

Miembros del caucus de ACT votaron 5 a 4 a favor de las uniones civiles entre parejas del mismo sexo. Una mayoría también apoyó la legalización de la prostitución en 2003.
La postura oficial del partido respecto al cambio climático es que no existe una tendencia de calentamiento en Nueva Zelanda. Concurrió a las elecciones de 2008 manifestando que «Nueva Zelanda no se estaba calentando» y que su objetivo era asegurar que «ningún Gobierno neozelandés impondrá fiscalidad o regulaciones innecesarias a sus ciudadanos en un intento equivocado de reducir el calentamiento global o convertirse en líder mundial en neutralidad del carbono. En septiembre de 2008, el líder Rodney Hide expresó que «toda la hipótesis del cambio climático y el calentamiento global es un engaño que no se atiene a los hechos, que Al Gore es un embustero e impostor en este asunto, y que el programa de intercambio de emisiones es un fraude global». En febrero de 2016, ACT eliminó su política sobre el cambio climático de su página web y el líder David Seymour atacó al Partido Verde por «no hacer nada por el medio ambiente».

### Política exterior
En 2019, ACT expresó su solidaridad con los manifestantes prodemocracia de Hong Kong durante las protestas de Hong Kong de 2019-2020, y el líder del partido, David Seymour, habló en una manifestación prodemocracia en Hong Kong en la Universidad de Auckland. El partido argumentó que el gobierno de Nueva Zelanda debería condenar los esfuerzos del gobierno chino por restringir la libertad de expresión en Hong Kong y criticó al Consulado General de China por elogiar a un estudiante chino que había agredido a un activista prodemocracia en Auckland.
En respuesta a la guerra entre Israel y Hamás, Seymour, como líder del ACT, emitió una declaración en apoyo a Israel y condenó el terrorismo de Hamás. La ACT también acusó a la ministra de Asuntos Exteriores laborista Nanaia Mahuta de no oponerse explícitamente a las acciones de Hamás.

## Historia

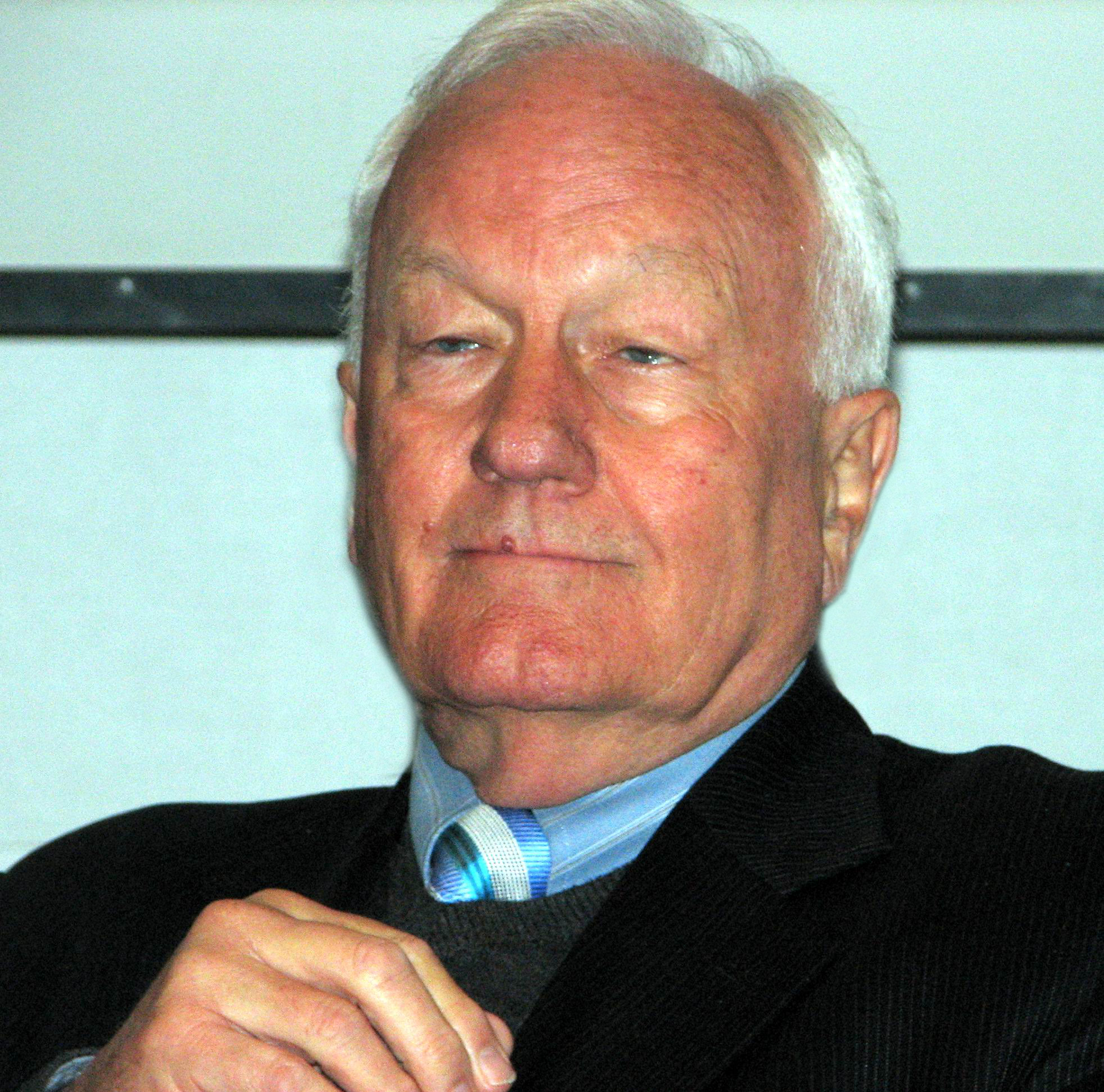
El exministro de Finanzas Sir Roger Douglas fue el primer líder del partido.

El nombre proviene de las iniciales de la Asociación de Consumidores y Contribuyentes (Association of Consumers and Taxpayers), fundada en 1993 por Sir Roger Douglas y Derek Quigley. Douglas y Quigley pretendían que la Asociación sirviera como un grupo de presión para promover la Rogernomics, el nombre dado a las políticas radicales de libre mercado implementadas por Douglas como ministro de Finanzas entre 1984 y 1988. La Asociación surgió del 'Club Backbone', una facción en el Partido Laborista que apoyaba a Douglas y sus políticas. En 1996, Nueva Zelanda cambió al uso del sistema electoral MMP. El nuevo sistema electoral dio a los grupos más pequeños una oportunidad mucho mejor de entrar en el Parlamento y alentó a la Asociación a transformarse en un partido político y presentarse a las elecciones. El manifiesto del naciente partido se basó en un libro escrito por Douglas titulado Unfinished Business. Douglas fue el primer líder del ACT, pero pronto se hizo a un lado y fue sucedido por Richard Prebble (su antiguo aliado de sus días en el Partido Laborista).

### 1996–2004: Liderazgo de Prebble

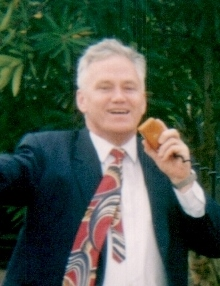
Richard Prebble dirigió el ACT de 1996 a 2004.

Bajo el liderazgo de Douglas, el ACT se había estancado en el 1% de las encuestas de opinión, pero con la retórica populista de Prebble, el partido aumentó su apoyo. En las elecciones de 1996, el ACT presentó 56 candidatos de lista. Prebble ganó el electorado de Wellington Central,y con el 6,10% del voto total del partido, el ACT también envió siete diputados de lista al 45.º Parlamento de Nueva Zelanda.
En las elecciones de 1999, ACT obtuvo el 7,04% de los votos del partido, lo que le permitió tener nueve diputados de lista.
En las elecciones de 2002, ACT obtuvo el 7,14% de los votos del partido, lo que le permitió ser elegido para nueve diputados de lista.
El 2 de diciembre de 2004, tanto Douglas como Quigley anunciaron que dejarían de ser patrocinadores del ACT. Afirmaron que el motivo era que deseaban tener más libertad para discrepar públicamente con el partido.

### Elecciones de 2005
La repentina salida de Prebble de la dirección de ACT en 2004 marcó un declive en la fortuna electoral del partido.Rodney Hide llevó a ACT a las elecciones de 2005. Obtuvo el 1,51% de los votos del partido, pero debido a que Hide ganó el escaño de Epsom, no necesitó obtener el umbral necesario del 5% de los votos del partido. Esto sólo fue suficiente para permitir que una diputada de la lista, Heather Roy, se uniera a Hide en el parlamento.

### 2008–2011: Primer mandato de gobierno
En las elecciones generales de Nueva Zelanda de 2008, el ACT presentó 61 candidatos de lista, comenzando con Rodney Hide, Heather Roy, Sir Roger Douglas, John Boscawen, David Garrett y Hilary Calvert. La elección marcó una mejora en la suerte del ACT. Hide conservó su escaño en Epsom y la participación del ACT en el voto del partido aumentó al 3,65% (frente al 1,5% obtenido en las elecciones de 2005). La combinación permitió al partido cinco diputados en total.
Además, el Partido Nacional obtuvo la mayor cantidad de escaños en total, formando un gobierno minoritario, el Quinto Gobierno Nacional de Nueva Zelanda, con el apoyo del ACT, así como del Partido Maorí y Futuro Unido. John Key ofreció a Hide y Roy puestos de ministros fuera del gabinete: Hide fue designado ministro de Gobierno Local, ministro de Reforma Regulatoria y ministro asociado de Comercio, mientras que Roy fue nombrado ministro de Asuntos del Consumidor, ministro asociado de Defensa y ministro asociado de Educación.
Después de 2008, algunos parlamentarios y miembros de organizaciones no estaban satisfechos con el estatus de socio de coalición del ACT y argumentaron en la conferencia nacional de ACT (27 de febrero de 2010) que no había suficientes ganancias en materia de política de responsabilidad fiscal para su partido y que el Partido Nacional se había alejado de su compromiso anterior con la política de responsabilidad fiscal a lo largo de la década anterior. A lo largo de 2009, se informó de al menos un intento de golpe de Estado en el caucus del ACT contra el liderazgo de Hide, que se cree que fue liderado por la vicelíder Heather Roy y Roger Douglas. Sin embargo, fracasó cuando el primer ministro Key apoyó la retención de Hide y amenazó con una elección anticipada. Además, el hecho de que el partido obtuviera un modesto uno o dos por ciento en la mayoría de las encuestas de opinión significaba que solo Heather Roy podría acompañar a Hide después de cualquier elección general futura, si Hide retenía el escaño clave del ACT en Epsom.
El 28 de abril de 2011, Hide anunció que renunciaba a la dirección del ACT en favor del exlíder del Partido Nacional y gobernador del Banco de la Reserva, Don Brash, quien se unió al partido esa mañana. El liderazgo de Brash fue aprobado por unanimidad por la junta del partido y el bloque parlamentario el 30 de abril. Brash prometió centrar al partido en el control de la deuda gubernamental, la igualdad entre maoríes y no maoríes y en repensar el Régimen de Comercio de Emisiones, con el objetivo de obtener el 15 por ciento de los votos del partido en las próximas elecciones.
En noviembre de 2011, una grabación de una conversación sostenida entre John Key y el exmiembro del Partido Nacional y exalcalde de la ciudad de Auckland John Banks, quien había sido seleccionado como el nuevo candidato del ACT en Epsom, se filtró al Herald on Sunday. 3 News también obtuvo copias de la grabación que sugería que los dos políticos estaban discutiendo temas relacionados con el liderazgo del ACT Nueva Zelanda.Los medios de comunicación apodaron al asunto como el "Escándalo de la Grabación de la Tetera".

### Elecciones 2011: Decadencia
En las elecciones generales de Nueva Zelanda de 2011, ACT presentó 55 candidatos de lista, comenzando con el nuevo líder Don Brash, Catherine Isaac, Don Nicolson, John Banks, David Seymour y Chris Simmons. La elección fue una decepción para ACT, con el peor resultado electoral del partido desde que comenzó en 1996. John Banks retuvo el escaño de Epsom para el ACT, sin embargo, la mayoría del 34,2% en poder de Rodney Hide se redujo drásticamente al 6,3% ya que un gran número de votantes laboristas y verdes en Epsom dividieron tácticamente su voto y dieron su voto electoral al candidato nacional Paul Goldsmith. A nivel nacional, ACT recibió solo el 1,07% de los votos del partido, ubicándose octavo de 13 en porcentaje de votos del partido. Como resultado, ACT solo tenía derecho a un escaño en el nuevo Parlamento, ocupado por John Banks. Posteriormente, Don Brash anunció que había renunciado como líder durante su discurso en la noche de las elecciones. Después de las elecciones generales de 2011, John Banks declaró que creía que la marca ACT "... estaba prácticamente llegando a su fecha de caducidad..." y necesitaba un nuevo nombre y un relanzamiento.
Sus socios anteriores, el Partido Nacional, volvieron a ganar la mayoría de los escaños y formaron un gobierno minoritario. El Quinto Gobierno Nacional de Nueva Zelanda contó con el apoyo del ACT, así como de Futuro Unido y del Partido Maorí, lo que le dio confianza y apoyo a la coalición.

### Elecciones de 2014

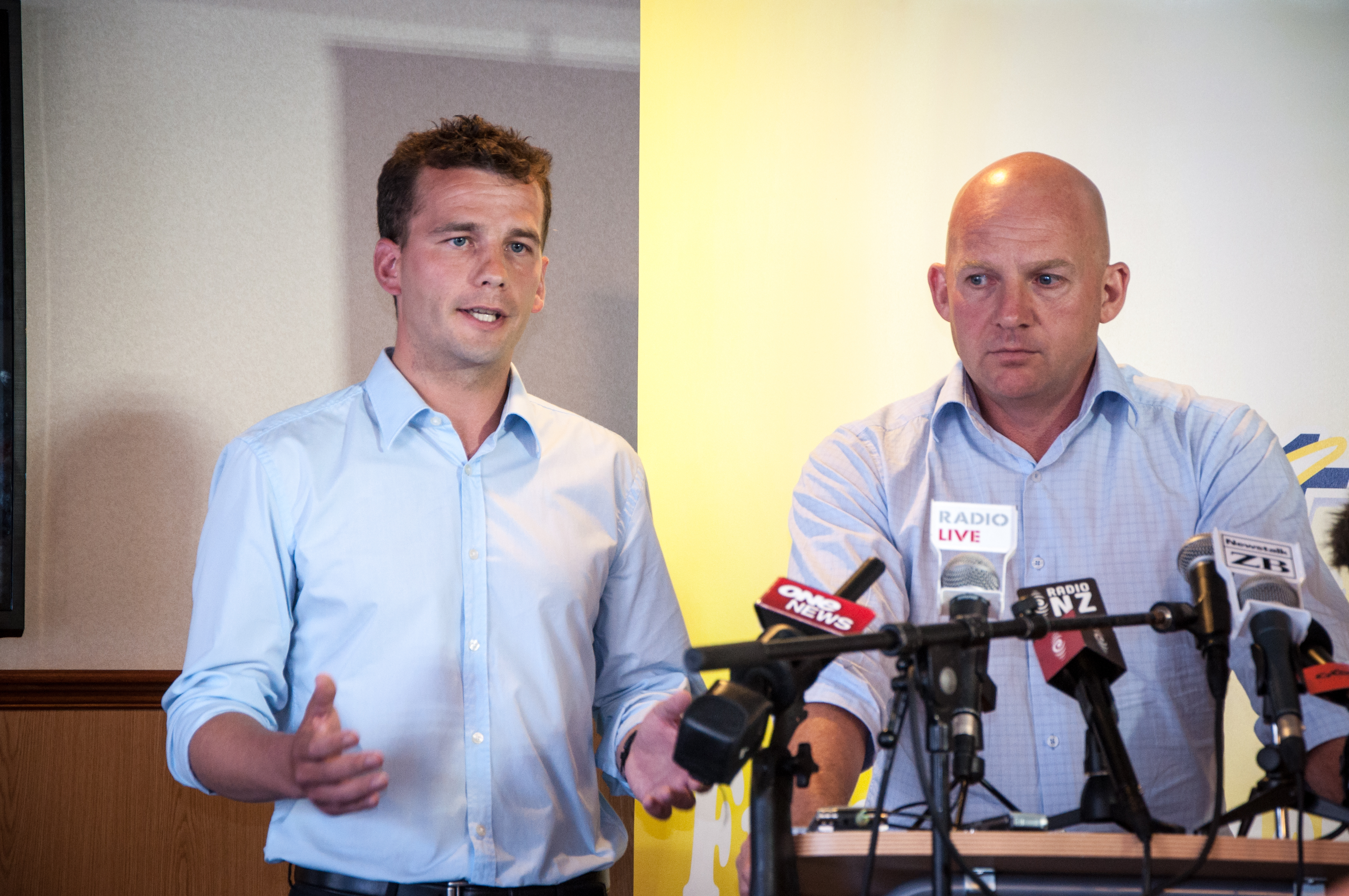
David Seymour y Jamie Whyte en el anuncio de selección del ACT para Leader y Epsom en febrero de 2014

En la reunión de la Junta Directiva del ACT del 2 de febrero de 2014, Jamie Whyte se convirtió en el líder electo del partido, y David Seymour fue nombrado candidato del ACT por Epsom. Kenneth Wang fue designado líder adjunto el 15 de abril de 2014. En las elecciones generales de septiembre de 2014, Seymour ganó su escaño, y el ACT pasó del séptimo al sexto lugar, a pesar de una disminución en su participación en el voto popular. Seymour asumió como líder del partido el 3 de octubre de 2014.

### Elecciones de 2017

Logotipo anterior utilizado en las elecciones de 2017

Wang renunció como líder adjunto el 9 de julio de 2017, el mismo día en que ACT publicó su lista de partido; Beth Houlbrooke fue anunciada como su reemplazo.
La lista del partido tenía 39 candidatos, ninguno de los cuales fue elegido. El líder del partido, David Seymour, fue reelegido en el electorado de Epsom, lo que le dio al partido su único escaño.

### Período 2020-2023
En el período previo a las elecciones generales de 2020, ACT subió en las encuestas de opinión, de menos del 1% a cerca del 8%. Este aumento se atribuyó a la popularidad personal de Seymour. Después de las elecciones, celebradas el 17 de octubre (pospuestas desde septiembre), ACT aumentó su participación en el voto del partido al 7,6%, ganando 10 escaños, incluido el de Epsom de Seymour, y nueve de la lista del partido. Este fue el mejor resultado de la historia del partido. Algunos analistas políticos atribuyeron el fuerte resultado de ACT a beneficiarse en parte del colapso del apoyo al Partido Nacional y Nueva Zelanda Primero.
A fines de abril de 2021, el partido ACT patrocinó una moción para solicitar al Parlamento de Nueva Zelanda que debatiera y votara sobre la cuestión de los abusos de los derechos humanos contra la comunidad de la minoría étnica uigur en la provincia china de Sinkiang. A principios de mayo, el Partido Laborista en el poder revisó la moción para plantear preocupaciones sobre los abusos de los derechos humanos en Sinkiang, pero omitiendo el término genocidio, que posteriormente fue adoptado por el Parlamento de Nueva Zelanda el 5 de mayo. En respuesta, la Embajada de China afirmó que la moción hacía "acusaciones infundadas" de abusos de los derechos humanos contra China y constituía una interferencia en los asuntos internos de China.
El 19 de mayo de 2021, el Partido ACT se opuso a la moción de la diputada del Partido Verde Golriz Ghahraman, que pedía a los miembros del parlamento que reconocieran los derechos de los palestinos a la autodeterminación y a la condición de Estado, al tiempo que reafirmaba su apoyo a una solución de dos Estados para el conflicto entre Israel y Palestina. El líder adjunto Van Velden justificó la oposición de ACT a la moción de los Verdes basándose en el tuit del diputado verde Ricardo Menéndez March que decía "¡Del río al mar, Palestina será libre!".

### 2023-presente: Coalición con el Partido Nacional
Los resultados finales de las elecciones generales de 2023 indicaron que el ACT ganó el 8,64% de los votos del partido, lo que resultó en 11 escaños. Seymour conservó su escaño en Epsom y la líder adjunta Brooke van Velden ganó el electorado de Tāmaki. En noviembre de 2023, ACT firmó un acuerdo de coalición con el Partido Nacional para formar parte del Sexto Gobierno Nacional de Nueva Zelanda.
Como parte del acuerdo de coalición de Nacional con ACT, el Gobierno adoptaría las políticas del ACT para restaurar la deducibilidad de intereses para propiedades de alquiler y bonos para mascotas. Además de adoptar las políticas de delincuencia juvenil y pandillas de los Nacionales, el nuevo Gobierno adoptaría las políticas del ACT para reescribir la legislación sobre armas de fuego. El nuevo Gobierno también eliminaría los acuerdos de salario justo del Gobierno Laborista anterior, la legislación propuesta sobre discurso de odio, las políticas de cogobernanza, el tren ligero de Auckland, el programa de reforma Three Waters y la Autoridad de Salud Maorí. El Gobierno también establecería un nuevo Ministerio de Regulación encabezado por Seymour que revisaría la calidad de la legislación nueva y existente. Si bien los Nacionales no apoyaron el referéndum propuesto por el ACT sobre los principios del Tratado de Waitangi, el Gobierno presentaría una Ley de Principios del Tratado y enmendaría la legislación existente del Tratado de Waitangi para centrarse en la "intención original de la legislación".
Dentro del gobierno de coalición liderado por el Partido Nacional, Seymour se convirtió en el primer ministro de Regulación y fue designado vice primer ministro a partir del 31 de mayo de 2025. Van Velden fue nombrado ministro de Asuntos Internos y ministro de Relaciones y Seguridad en el Trabajo. Nicole McKee se convirtió en ministra de Tribunales y Ministra Asociada de Justicia (armas de fuego). Andrew Hoggard fue designado ministro de Bioseguridad y Seguridad Alimentaria, mientras que Karen Chhour fue designada Ministra de Infancia y Ministra de Prevención de la Violencia Familiar y Sexual. Simon Court fue designado subsecretario parlamentario del ministro de Infraestructura y Reforma de la RMA.
El 7 de febrero de 2024, el Partido ACT lanzó una campaña para apoyar su Proyecto de Ley de Principios del Tratado, con el objetivo de "restaurar el significado del Tratado de Waitangi a lo que realmente fue escrito y firmado en 1840". ACT también reiteró su llamado a un referéndum sobre la aplicación del Tratado si el proyecto de ley avanza más allá de las etapas iniciales. La oposición al proyecto de ley incluyó críticas de la colíder maorí de Te Pāti, Debbie Ngarewa-Packer, quien acusó a Seymour de intentar deliberadamente dividir a Nueva Zelanda, y del diputado laborista saliente Kelvin Davis, quien declaró que su partido seguirá oponiéndose a las "arañas del Gobierno Pākehā".
El 7 de junio de 2024, la periodista de Stuff Tova O'Brien informó que las acusaciones de intimidación, trato injusto a las mujeres y una "campaña de desastres" dentro del partido ACT habían llevado a seis miembros del personal y voluntarios a dimitir tras las elecciones generales de 2023. Además, la junta directiva del partido se enfrentaba a una moción de censura. Los denunciantes compararon elementos de la campaña electoral de 2023 con Los Juegos del Hambre y alegaron que los candidatos y los voluntarios fueron intimidados. En respuesta a las acusaciones, el partido ACT confirmó que había realizado una revisión independiente de su campaña. La presidenta del partido, Catherine Isaac, declaró que el partido había aceptado las recomendaciones de la revisión y reconoció que las campañas políticas podían ser estresantes para las personas, que también tenían que equilibrar sus vidas y carreras. Durante la manifestación anual de ACT el 9 de junio, Seymour restó importancia a las acusaciones de una "cultura del miedo" dentro del partido ACT y reiteró el apoyo del partido a las recomendaciones de la revisión. En su discurso, Seymour dijo que el apoyo al partido había crecido un 1.000 por ciento en los últimos cinco años y estableció un objetivo de votantes del 15% para las elecciones generales de 2026.
A principios de julio de 2024, ACT invocó la disposición de "acuerdo en desacuerdo" de su acuerdo de coalición después de que el gobierno liderado por el Partido Nacional decidiera avanzar con el Proyecto de Ley de Negociación Justa de Noticias Digitales, que había sido presentado por el gobierno laborista anterior.

## Resultados electorales
| Año  | Votos por electorados | %    | Votos por lista | %    | Escaños | +/- | Gobierno             |
| ---- | --------------------- | ---- | --------------- | ---- | ------- | --- | -------------------- |
| 1996 | 77 319                | 3.75 | 126 442         | 6.10 | 8/120   |     | Grupo mixto          |
| 1999 | 92 445                | 4.52 | 145 493         | 7.04 | 9/120   | 1   | Oposición            |
| 2002 | 70 888                | 3.55 | 145 078         | 7.14 | 9/120   |     | Oposición            |
| 2005 | 44 071                | 1.97 | 34 469          | 1.50 | 2/121   | 7   | Oposición            |
| 2008 | 68 852                | 2.99 | 85 496          | 3.65 | 5/122   | 3   | Apoyo externo        |
| 2011 | 31 001                | 1.43 | 23 889          | 1.07 | 1/121   | 4   | Apoyo externo        |
| 2014 | 27 778                | 1.18 | 16 689          | 0.69 | 1/121   |     | Apoyo externo        |
| 2017 | 25 471                | 1.01 | 13 075          | 0.50 | 1/121   |     | Grupo mixto          |
| 2020 | 97 697                | 3.46 | 219 030         | 7.59 | 10/121  | 9   | Oposición            |
| 2023 | 118 953               | 5.40 | 202 664         | 9.00 | 11/121  | 1   | Gobierno (coalición) |